# Péter Bakonyi
Péter Bakonyi, född den 17 februari 1938 i Budapest, Ungern, är en ungersk fäktare.
Han tog OS-brons i herrarnas lagtävling i sabel i samband med de olympiska fäktningstävlingarna 1972 i München.